# Реформация в Ливонии
Реформация в Ливонии — исторический процесс, происходивший в Ливонии в первой четверти XVI столетия, связанный с распространением протестантских идей, а также, в социополитическом аспекте, с борьбой богатевших жителей крупных торговых городов против терявших своё экономическое могущество католическими феодалами. Реформация на прибалтийских территориях была в целом ориентирована на концепцию веры, разработанную Мартином Лютером.

## Начало распространения
Лютеранство распространялось в остзейских провинциях Священной Римской империи постепенно, но официальным началом прибалтийской Реформации считается 1522 год, когда проповедник Андреас Кнопкен публично выступил на религиозном диспуте, состоявшемся в церкви Святого Петра, против основных догм католического учения и спровоцировал острую полемику среди приверженцев протестантских позиций и сторонников католического вероисповедания, хотя на самом деле борьба между апологетами разных конфессий носила больше политический характер. Надо отметить, что в Прибалтике лютеранские тезисы были восприняты сравнительно радикально, что повлекло за собой иконоборческие церковные погромы, в результате которых многие католические храмы Риги (равно как и Ревеля, и Дерпта) лишились своих оригинальных интерьеров.
Многие историографы называют Ливонию среди первых регионов, в которых идеи Реформации встречали активную поддержку решительно настроенного торгово-ремесленного городского населения за пределами самой Германии. Хотя, если обратиться к сравнительной хронологии распространения реформационных идей, то можно отметить, что рижские жители одними из первых в массовом порядке положительно восприняли тезисы лютеранства: в Любеке протестантские идеи получили официальную поддержку в 1530 году, в Бранденбурге и Саксонии — в 1539, в Дании и Норвегии можно говорить об условной победе Реформации только в 1536 году. В основном идеи Реформации были симпатичны городским жителям-немцам, чьи доходы были средними и имели тенденцию к росту. Также многие немцы из северогерманских и западногерманских областей, поддерживавших протестантизм и имевших культурно-политическую связь с местами своего происхождения, обосновались на прибалтийских территориях, что также содействовало успеху лютеранского движения. Центром ливонской Реформации естественным образом стала Рига, город, который с давних пор претендовал на статус торгового и экономического форпоста прибалтийских земель.

## Вероятные причины и предпосылки
В обобщённом смысле основной целью сторонников Реформации в Прибалтике было добиться более благоприятной секуляризации церковных земель (в частности, тех, которых принадлежали главам местных епархий, а в особенности рижскому архиепископу, который считался по праву одним из крупнейших и наиболее зажиточных держателей значимых территорий) и получить дивиденды от скорейшего передела клерикальной собственности в свою пользу. Также определённый корыстный интерес испытывали те крупные землевладельцы, которые находились в долгу перед архиепископом или братством Ливонского ордена, а средств отдать материальный долг не хватало, что и вынудило их поддержать реформационные идеи и перейти в стан протестантской оппозиции. Вряд ли можно говорить о прямой политической заинтересованности, которую могли преследовать рижане, однако власти Риги желали давно избавиться от феодального давления со стороны архиепископа, так что многие вассалы, делавшие большей экономической самостоятельности, также активно поддержали распространение лютеранской веры в своих городах. К тому же на протяжении долгого времени рижский совет и бюргеры стремились избавиться от господства хотя бы одного из феодальных сеньоров, попеременно добиваясь редких успехов в кровопролитных и экономически обременительных для себя столкновениях. Реформация создала условия для нового бунта рижан, которые готовы были отказать в подчинении одному из верховных покровителей. Магистр ордена фон Плеттенберг оказался хитрее и предприимчивее, публично одобрив распространение Реформации, так что гнев рижан тут же обратился против сменявших друг друга архиепископов, которые в целом вовсе не являлись католическими доктринёрами и притеснителями интересов рижского торгово-ремесленного класса, а, скорее, были гуманистически настроенными и высокообразованными политиками, дипломатами и стратегами (имеются в виду Яспер Линде, Иоганн VII Бланкенфельд, Томас Шёнинг).
Говоря о предыстории реформационного движения, надо признать, что среди рижан в XV столетии пользовались популярностью новаторские мировоззренческие установки, которые манифестировал видный чешский мыслитель Ян Гус; позже рижане зачитывались сочинениями голландского философа и гуманиста Эразма Роттердамского, так что идеологическая почва для восприятия протестантского учения была подготовлена. К тому же в Риге и в Ревеле проживало большое число людей с высшим гуманитарным образованием, полученным в известных и статусных высших учебных заведениях Германии, Италии или Австрии; у многих бюргеров, выходцев из рыцарских фамилий, было теологическое и юридическое образование, так что они, будучи представителями региональной интеллектуальной элиты, могли и были способны принимать участие в продолжительных богословских спорах. Первые проповедники, которые начали пропагандировать идеи Реформации в землях Ливонии, были Андреас Кнопкен, которого традиционно причисляют к зачинателям лютеранского «мирного» движения в Ливонии, и пастор Сильвестр Тегетмейер. С большой долей вероятности можно утверждать, что эти люди скорее руководствовались принципами веры, чем глубокими политическими мотивами; они вряд ли преследовали цели извлечь экономическую выгоду из своих проповедей в ближайшей или долгосрочной перспективе.

## Деятели, повлиявшие на реформационное движение
Известно, что Андреас Кнопкен, являясь капелланом церкви Петра, проявлял интерес к гуманистическим мировоззренческим принципам, что способствовало налаживанию им тесных контактов с Эразмом Ротердамским, с которым он вступил в переписку, восхищаясь его новаторским подходом. Вскоре Кнопкен отправился учиться в Германию, откуда вернулся уже преданным лютеранином. Через месяц после возвращения Андреаса Кнопкена его друг проповедник Сильвестр Тегетмейер был назначен учителем-пастором в Яковлевскую церковь (или Святого Иакова) в Риге. Впоследствии именно Тегетмейер, активно разделявший соображения Кнопкена по вопросам лютеранской морали, в 1525 году, во время одного из ливонских ландтагов, привлёк к идеям Реформации представителей братства Черноголовых, которое пользовалось среди жителей Прибалтики авторитетом с давних пор. Но последовавшие за сравнительно спокойной фазой разрушительные иконоборческие погромы и антикатолические беспорядки в Риге, Ревеле и Дорпате были спровоцированы радикальным проповедником из анабаптистких голландских кругов Мельхиором Гофманом, который, будучи не принятым в городах Германии, прибыл в Прибалтику с крайними взглядами на вопросы веротерпимости и религиозной толерантности. Однако и отсюда он вскоре тоже вынужден был уезжать. Также весомый вклад в развитие лютеранского движения внёс секретарь Рижского рата Иоганн Ломиллер, который начал переписку с идейным вдохновителем немецкой Реформации Мартином Лютером и попросил его, чтобы тот посвятил ливонцам три своих философских труда («Den auserwählten lieben Freunden Gottis, allen Christen zu Righe, Revell u. Tarbhte in Lifland, mein lieben Herren und Brüdern in Christo», пояснение к 27-му псалму «Der hundert und sieben und zwanzigst psalm, ausgelegt an die Christe zu Rigen ynn Liffland» и «Eyne Chrisliche vormanung von euserlichem Gottis dienste unde eyntrcht, an die in Lieffland», в котором были опубликованы также несколько очерков Гофмана и других протестантских авторов).

## Фактор архиепископов Риги
Сперва единственным противником Реформации, чётко обозначившим свою позицию, был престарелый Яспер Линде, при котором рижские оппозиционеры выступили с отказом дальше находиться под присягой главе рижской архиепархии. Но преемником Яспера стал молодой и энергичный религиозный мыслитель и инициативный дипломат Иоганн Бланкенфельд, который начал оказывать решительное противоборство лютеранам в городах Ливонии. Им были отправлены послы к императору и папе с просьбой принять меры против бунтарей. Однако рижане перехватили инициативу и решили действовать силой: послы были арестованы, а один из них впоследствии перешёл в лютеранство. Когда Бланкенфельд стал архиепископом Риги, он тотчас же изгнал всех лютеранских пасторов из крупных центров своей епархии — Кокенгаузена и Лемзеля. Рижская лютеранская оппозиция выступила против изгнания проповедников и подняла бунт, который увенчался новой серией беспощадных церковных погромов. Такое же острое противостояние сторонников архиепископа и местных лютеранских торгово-ремесленных группировок имело место в Дорпате, где взбунтовавшиеся горожане захватили домские укрепления и жестоко расправились с помощниками Бланкенфельда.

## Ход магистра Плеттенберга; признание им свободы веры
Магистр Плеттенберг, опасаясь развязывания более масштабной войны, принял правильное решение скорее созвать ландтаг. На ландтаге достигли соглашения о сохранении прежнего политического расклада. По итогам съезда было решено, что города, причинившие ущерб католическим храмам, должны были компенсировать урон и понести наказание, но протестующие бюргеры отказались подписывать предложенный проект перемирия. В итоге Плеттенберг посчитал более выгодным для себя не раздувать назревавший конфликт, а просто признал себя единственным феодалом Риги и вскоре провозгласил указ о свободе вероисповедания, чем нанёс архиепископу Бланкенфельду серьёзное дипломатическое поражение, от которого ему практически не удалось оправиться. К тому же вскоре магистр высказал подозрения по поводу политических сношений Иоганна с представителями русского великого князя Василия Третьего и псковскими сановниками, что стало поворотной вехой в развязанной Плеттенбергом кампании по дискредитации архиепископской власти, поскольку это было равнозначно обвинениям в национальном предательстве. В конце концов, сопротивление архиепископа привело к тому, что орденская администрация отдала приказ о его заключении под домашний арест (в конце 1525 года), где он вынужден был ради освобождения признать своё поражение, после чего был выпущен (март 1526 года) и на следующем ландтаге (июль 1526 года) выступил с оправданием своих «неблаговидных» поступков, чем добился снятия с себя обвинений.
В 1528 году фактически архиепископом Риги стал пробст Домского собора Томас Шёнинг, который обратился за поддержкой к высшему судебному органу Священной Римской империи (Имперский камеральный суд), так как не мог найти другого способа вернуть свою главенствующую роль в отношениях с рижскими протестантами. Им был заключён договор с Ригой, однако Шёнинг так и не стал его ратифицировать, опасаясь окончательного уничтожения своего влияния. Из-за неприязненного отношения рижан и боязни нового витка церковных волнений (и личных покушений на себя) Томас Шёнинг был вынужден удалиться из нестабильной Риги и обосноваться надолго в укреплённом замке в Кокенгаузене. В 1530 году он де-юре восстановил политическую власть над Ригой, но действовавшим де-факто архиепископом был назначен прусский аристократ и влиятельная персона в германской политической жизни Вильгельм Бранденбургский, который был лютеранином.

## Победа Реформации в 1554 году; Контрреформация в Ливонии в 1580-е
В 1554 году, после продолжительных межконфессиональных споров и политических неурядиц, состоялся новый ландтаг, на котором была окончательно разрешена и закреплена свобода вероисповедания. Однако такая формулировка означала фактическую победу лютеранского движения. Из многих ливонских городов католические общины были изгнаны или существенно притеснены. Церковное имущество католиков было присвоено самыми разными путями — в форме откровенного разграбления или документально оформленной конфискацией, которая означала вариант «мягкого» грабежа. В большом числе ливонских городов на длительный срок были запрещены католические богослужения. С 1582 года, после установления власти Стефана Батория, слывшего поборником католических ценностей, Контрреформация успешно взяла реванш и на этот раз притеснениям подверглись лютеранские общины. В Риге, после утраты ею статуса вольного города, эти процессы проходили не столь болезненно, как этого можно было ожидать, так как магистрат, решив всё же признать верховную власть короля Речи Посполитой, за 48 часов почти непрерывного совещания выторговал себе приемлемые условия для дальнейшей политической деятельности при гегемонии Польско-литовского союза. Но теми, кто больше всего пострадал от установления власти нового верховного правителя, были представители кругов городских литератов, мелкие и средние ремесленники и купцы, которые, будучи к этому времени убеждёнными протестантами, впоследствии стремились вернуть статус-кво, а самым знаковым событием в этой сложной религиозно-политической борьбе были знаменитые Календарные беспорядки середины 1580-х годов.